# Charpont
Charpont é uma comuna francesa na região administrativa do Centro, no departamento Eure-et-Loir. Estende-se por uma área de 7,09 km². Em 2010 a comuna tinha 645 habitantes (densidade: 91 hab./km²).